# Hasmukh
Hasmukh est une série d'humour noir en langue hindi indien de 2020 co-créée et écrite par Nikhil Advani et  Vir Das (en),. La série est sortie sur Netflix le 17 avril 2020,.

## Synopsis
Un jeune comédien timide réussit enfin à percer, mais sa joie est de courte durée lorsqu'il se rend compte qu'il devra tuer pour que son spectacle soit un succès.

## Distribution[5],[6],[7]
- Vir Das (en) : Hasmukh
- Ranvir Shorey : Jimmy
- Amrita Bagchi : Promila
- Deeksha Sonalkar : Rhea
- Ravi Kishan : Mr. Sinha
- Manoj Pahwa : Gulati
- Raza Murad : Jameel Indori
- Suhail Nayyar : KK

## Épisodes
1. Des pakoras froids
2. Fatalité ou destin ?
3. Jimmy le Lanceur
4. Tout ce qui brille n'est pas d'or
5. Affaire classée
6. Je ne suis pas un type bien
7. Testostérone en ébullition
8. Tueur de seconde zone
9. La mort d'un auteur
10. Le jeux du destin